# Casimiro II di Teschen
Casimiro II di Teschen (1448 – 13 dicembre 1528) fu duca di Teschen.
Era figlio del duca Boleslao II di Teschen, e di sua moglie, Anna di Bielsk.
Alla morte del padre, passò sotto la reggenza di Premislavo II. Nel 1460 ricevette dallo zio il governo della città di Bielsko e dei villaggi circostanti, quando aveva appena 12 anni. Quando Premislavo II morì nel 1477 Casimiro ottenne il pieno controllo dell'intero Ducato di Teschen. Governò da solo e i suoi zii non poterono far valere i propri diritti dal momento che non ebbero figli maschi.
Sul piano internazionale, Casimiro II inizialmente supportò Mattia Corvino, re di Boemia, ma i cambiamenti dello scenario politico lo indussero a schierarsi con Ladislao Jagellone. Casimiro II, durante gli scontri, perse il controllo su metà della città di Głogów in favore di Giovanni II di Żagań e di Mattia Corvino.
Alla morte di Mattia Corvino, nel 1490, si mise al servizio di Ladislao Jagellone, sotto il quale servì promuovendo il servizio pubblico. Il Re di Boemia gli concesse pertanto il Ducato di Głogów a vita e acconsentì anche a che egli ricevette parti del Ducato di Opava.
Nella politica interna egli mostrò una linea dura combattendo contro i banditi del ducato. Egli fu inoltre un abile governante nell'ambito economico: durante il suo regno il ducato si stabilizzò definitivamente con un'economia solida. Ad ogni modo, occorse un nuovo sviluppo per le città, che ricevettero molti privilegi da Casimiro II. Egli si concentrò in particolar modo sulla città di Cieszyn (Teschen), la capitale, dove fondò la piazza principale che ancora oggi persiste.

## Matrimonio e figli
Alla fine degli anni '80 del XV secolo, sposò Giovanna, figlia di Viktorín di Poděbrady, dalla quale ebbe i seguenti eredi:
- Federico (?-1507)
- Venceslao (1488-1524), Principe di Teschen, sposò Anna di Brandeburgo-Ansbach

Il primo dei suoi figli, Federico, morì nel 1507 e Venceslao II, che era stato visto come successore del padre, e che aveva governato insieme a lui, morì nel 1524, quattro anni prima del padre. Il successivo Duca di Teschen divenne quindi Venceslao III Adamo, figlio di Venceslao e nipote di Casimiro II.